# Thinophilus expolitus
Thinophilus expolitus är en tvåvingeart som först beskrevs av Octave Parent 1932.  Thinophilus expolitus ingår i släktet Thinophilus och familjen styltflugor. Inga underarter finns listade i Catalogue of Life.